# Alcock A.1
L'Alcock A.1 est un monoplan de chasse expérimental britannique de la Première Guerre mondiale.
Surtout connu pour sa traversée de l’Atlantique avec Arthur Whitten Brown, John W Alcock avait acquis avant la Première Guerre mondiale une formation mécanique. Durant son affectation sur la base du RNAS de Mudros sur l'île de Lemnos, en Grèce, il a conçu et assemblé un chasseur monoplace utilisant les éléments de divers appareils Sopwith, associés à des éléments originaux.
Biplan monoplace ailes égales non décalées, l'Alcock A.1 avait une structure en bois et un revêtement entoilé. Cet appareil utilisait en fait le fuselage avant et le plan inférieur du Sopwith Triplane, le plan supérieur du Sopwith Pup, l’empennage horizontal du Sopwith Camel, mais le fuselage arrière et l’empennage vertical étaient originaux. Surnommé Sopwith Mouse en raison de l’utilisation de nombreuses pièces Sopwith, l’appareil ne fut jamais piloté par Alcock. Équipé d'un moteur rotatif Clerget 9Z de 110 ch, il effectua son premier vol le 15 octobre 1917 avec le Flt. Sub.Lt Norman Starbuck aux commandes. Le Sopwith Mouse s’écrasa début 1918 et ne fut pas reconstruit.
Il subsiste peu de documents sur cet appareil, les chiffres publiés le concernant étant tous approximatifs.

## Sources
1. ↑  Green & Swanborough
2. ↑  O. Thetford